# Блед (община)
Община Блед (словен. Občina Bled) — одна з общин в північно-західній  Словенії. Адміністративним центром є місто Блед.

## Характеристика
Блед і його околиці є одним з найкрасивіших альпійських курортів, славиться своїм м'яким цілющим кліматом і термальними водами озера. Основним видом економічної діяльності є добре розвинений туризм.

## Населення
У 2010 році в общині проживало 8113 осіб, 3962 чоловіків і 4151 жінок. Чисельність економічно активного населення (за місцем проживання), 3176 осіб. Середня щомісячна чиста заробітна плата одного працівника (EUR), 925,35 (в середньому по Словенії 966.62). Приблизно кожен другий житель у громаді має автомобіль (59 автомобілів на 100 жителів). Середній вік жителів склав 43,2 роки (в середньому по Словенії 41.6). 